# گری بایرن
جری بایرن (به انگلیسی: Gerry Byrne) بازیکن فوتبال زادهٔ ۲۹ اوت ۱۹۳۸ درگذشت ۲۸ نوامبر ۲۰۱۵ اهل کشور انگلستان که سابقهٔ بازی در تیم ملی فوتبال انگلستان را در کارنامهٔ خود دارد. وی در تاریخ ۶ آوریل ۱۹۶۳ نخستین بازی ملی خود را در مقابل تیم ملی فوتبال اسکاتلند انجام داد و با حضور در ۲ بازی ملی، در تاریخ ۲۹ ژوئن ۱۹۶۶ واپسین بازی ملی‌اش را در برابر تیم ملی فوتبال نروژ برگزار کرد.او تمام دوران بازی خود را در باشگاه لیورپول بازی کرده‌است.از بزرگترین افتخارات او می‌توان به دو قهرمانی با باشگاه لیورپول در لیک دسته اول (۱۹۶۴ و ۱۹۶۶) و قهرمانی در جام جهانی ۱۹۶۶ انگلستان اشاره کرد.

وی تمام دوران باشگاهی خود را در میان سال‌های ۱۹۵۷–۶۸ (۱۲ سال) را در باشگاه فوتبال لیورپول بازی کرد و از این حیث نامش در کنار هفت بازیکن دیگر این باشگاه که تمام دوران فوتبالی خود را در لیورپول بازی کرده‌اند ثبت شده‌است.وی در ۲۸ نوامبر ۲۰۱۵ در ورکسام ولز به علت بیماری آلزایمر در سن ۷۷ سالگی درگذشت